# Karotenoid izomerooksigenaza
Karotenoid izomerooksigenaza (EC 1.13.11.65, ninaB (gen)) je enzim sa sistematskim imenom zeaksantin:kiseonik 15,15'-oksidoreduktaza (razlaganje veze, cis-izomerizacija). Ovaj enzim katalizuje sledeću hemijsku reakciju
zeaksantin + O2 {\displaystyle \rightleftharpoons } (3R)-11-cis-3-hidroksiretinal + (3R)-sve-trans-3-hidroksiretinal
Enzim iz moljca Galleria mellonella i voćne muve Drosophila melanogaster učestvujeu u sintezi retinala iz karoteoida.

## Literatura
- Nicholas C. Price; Lewis Stevens (1999). Fundamentals of Enzymology: The Cell and Molecular Biology of Catalytic Proteins (Third изд.). USA: Oxford University Press. ISBN 019850229X.
- Eric J. Toone (2006). Advances in Enzymology and Related Areas of Molecular Biology, Protein Evolution (Volume 75 изд.). Wiley-Interscience. ISBN 0471205036.
- Branden C; Tooze J. Introduction to Protein Structure. New York, NY: Garland Publishing. ISBN 0-8153-2305-0.
- Irwin H. Segel. Enzyme Kinetics: Behavior and Analysis of Rapid Equilibrium and Steady-State Enzyme Systems (Book 44 изд.). Wiley Classics Library. ISBN 0471303097.

## Spoljašnje veze
- Carotenoid+isomerooxygenase на 